# Cathedrals Of Culture
|  | Denne artikel er oprettet af botten Steenthbot ud fra en ekstern database. Den kan derfor have sproglige fejl eller mangler. Denne skabelon kan fjernes efter kontrol af indholdet. |

Cathedrals Of Culture er en dansk dokumentarfilm fra 2014 instrueret af Wim Wenders.

## Handling
Wim Wenders har sat sig selv og en række kollegaer på en bunden opgave: Vælg en kulturbygning og lav en dokumentar i 3D på 26 minutter, der besvarer spørgsmålet: »Hvad ville bygningen sige, hvis den kunne tale?«
Det er der kommet seks visuelle arkitektur-essays ud af, der rangerer fra det hyggeligt formidlende til det uhyggeligt tankevækkende og fra det virkeligt vellykkede til det mislykkede.